# Watermelon Man!
Watermelon Man! è un album di Mongo Santamaría, pubblicato dalla Battle Records nel 1963. Il disco fu registrato a New York nelle date indicate.

## Tracce
Lato A
1. Watermelon Man – 2:21 (Herbie Hancock) – Registrato il 17 dicembre 1962 a New York
2. Funny Money – 2:11 (Victor Venegas) – Registrato il 18 e 20 febbraio 1963 a New York
3. Cut That Cane! – 2:24 (Nat Adderley) – Registrato il 18 e 20 febbraio 1963 a New York
4. Get the Money – 3:28 (Marty Sheller) – Registrato il 18 e 20 febbraio 1963 a New York
5. The Boogie Cha Cha Blues – 2:14 (Pat Patrick) – Registrato il 18 e 20 febbraio 1963 a New York
6. Don't Bother Me No More – 2:26 (Bobby Capers) – Registrato il 17 dicembre 1962 a New York

Lato B
1. Love, Oh Love – 2:06 (Billy Myles) – Registrato il 18 e 20 febbraio 1963 a New York
2. Yeh-Yeh! – 3:05 (Rodgers Grant, Jon Hendricks, Pat Patrick) – Registrato il 18 e 20 febbraio 1963 a New York
3. The Peanut Vendor – 3:44 (L. Wolfe Gilbert, Moisés Simóns, Marion Sunshine) – Registrato il 17 dicembre 1962 (oppure) 18 e 20 febbraio 1963 a New York
4. Go Git It! – 1:58 (Bobby Capers) – Registrato il 18 e 20 febbraio 1963 a New York
5. Bayou Roots – 3:03 (Pat Patrick) – Registrato il 18 e 20 febbraio 1963 a New York
6. Suavito – 2:42 (Johnny Pacheco) – Registrato il 18 e 20 febbraio 1963 a New York

## Musicisti
Mongo Santamaría and His Band
Brani A1 & A6
- Mongo Santamaría - congas
- Marty Sheller - tromba
- Pat Patrick - sassofono alto, flauto
- Bobby Capers - sassofono tenore, flauto
- Rodgers Grant - pianoforte
- Victor Venegas - contrabbasso
- Frank Hernandez - batteria
- Kalil Madi - batteria
- Joseph Gorgas - percussioni
- "Kako" - percussioni
- "Chihuahua" Martinez - percussioni, voce

Mongo Santamaría and His Band
Brani A2, A3, A4, A5, B1, B2, B4, B5 & B6
- Mongo Santamaría - congas
- Marty Sheller - tromba
- Mauricio Smith - flauto
- Pat Patrick - sassofono alto, flauto
- Bobby Capers - sassofono tenore, flauto
- Rodgers Grant - pianoforte
- Victor Venegas - contrabbasso
- Ray Lucas - batteria
- Joseph Gorgas - percussioni
- Kako - percussioni
- Chihuahua Martinez - percussioni, voce

Mongo Santamaría and His Band
Brano B3
- Mongo Santamaría - congas
- Mauricio Smith - flauto
- René "El Latigo" Hernandez - pianoforte
- Ray Lucas - batteria
- Willie Bobo - timbales, percussioni
- Felix "Pupi" Legarreta - violino
- Rolando Lozano - flauto
- Cuco Martinez - timbales
- José "Chumbo" Silva - sassofono
- Rudy Calzado - voce
- La Lupe - voce